# Brachystegia zenkeri
Brachystegia zenkeri är en ärtväxtart som beskrevs av Hermann August Theodor Harms. Brachystegia zenkeri ingår i släktet Brachystegia och familjen ärtväxter. IUCN kategoriserar arten globalt som livskraftig. Inga underarter finns listade i Catalogue of Life.